# ビーセンホーフェン
ビーセンホーフェン (ドイツ語: Biessenhofen) は、ドイツ連邦共和国バイエルン州シュヴァーベン行政管区のオストアルゴイ郡に属す町村（以下、本項では便宜上「町」と記述する）であり、ビーセンホーフェン行政共同体の本部所在地である。

## 地理
ビーセンホーフェンはアルゴイ地方に位置する。

### 自治体の構成
この町は、公式には7つの地区 (Ort) からなる。このうち小集落や孤立農場などを除く集落を以下に列記する。
- アルトドルフ
- ビーセンホーフェン
- エーベンホーフェン
- ヘルマンスホーフェン

## 歴史
この町は929年に「Villa Buosahoua」として初めて文献上に記録されている。ビーセンホーフェンはケンプテン修道院に、1610年からはアウクスブルク司教領に属した。1551年にジムプレヒト・フォン・ベンツェナウによってケムナート家の残党から村の中心部とアルトドルフ裁判所を有する小さな領主家オッティリーンベルク家が創設された。1803年の帝国代表者会議主要決議以降、町域内の集落はバイエルンに属した。バイエルンの行政改革に伴う1818年の市町村令によって行政上の自治体が成立した。1852年にビーセンホーフェンは鉄道に結ばれた。1864年から1876年までバイエルン王家の宮廷一行がしばしばこの地を訪れ、フュッセンへ向かうために高位の者達は用意された馬車に乗り換えた。現在のビーセンホーフェンは1976年に、それまで独立した町村であったビーセンホーフェン、エーベンホーフェン、アルトドルフから創設されたもので、その名前は初め住民公聴会で採択され、政令で確定した。
第二次世界大戦の終結後、交通の便がよいことからビーセンホーフェンにはアメリカ軍の大規模な除隊基地が設けられた。

### 人口推移
- 1970年 3,207人
- 1987年 3,806人
- 2000年 4,036人

## 行政
町長はヴォルフガング・オイリシュ (CSU) である。

## 経済と社会資本

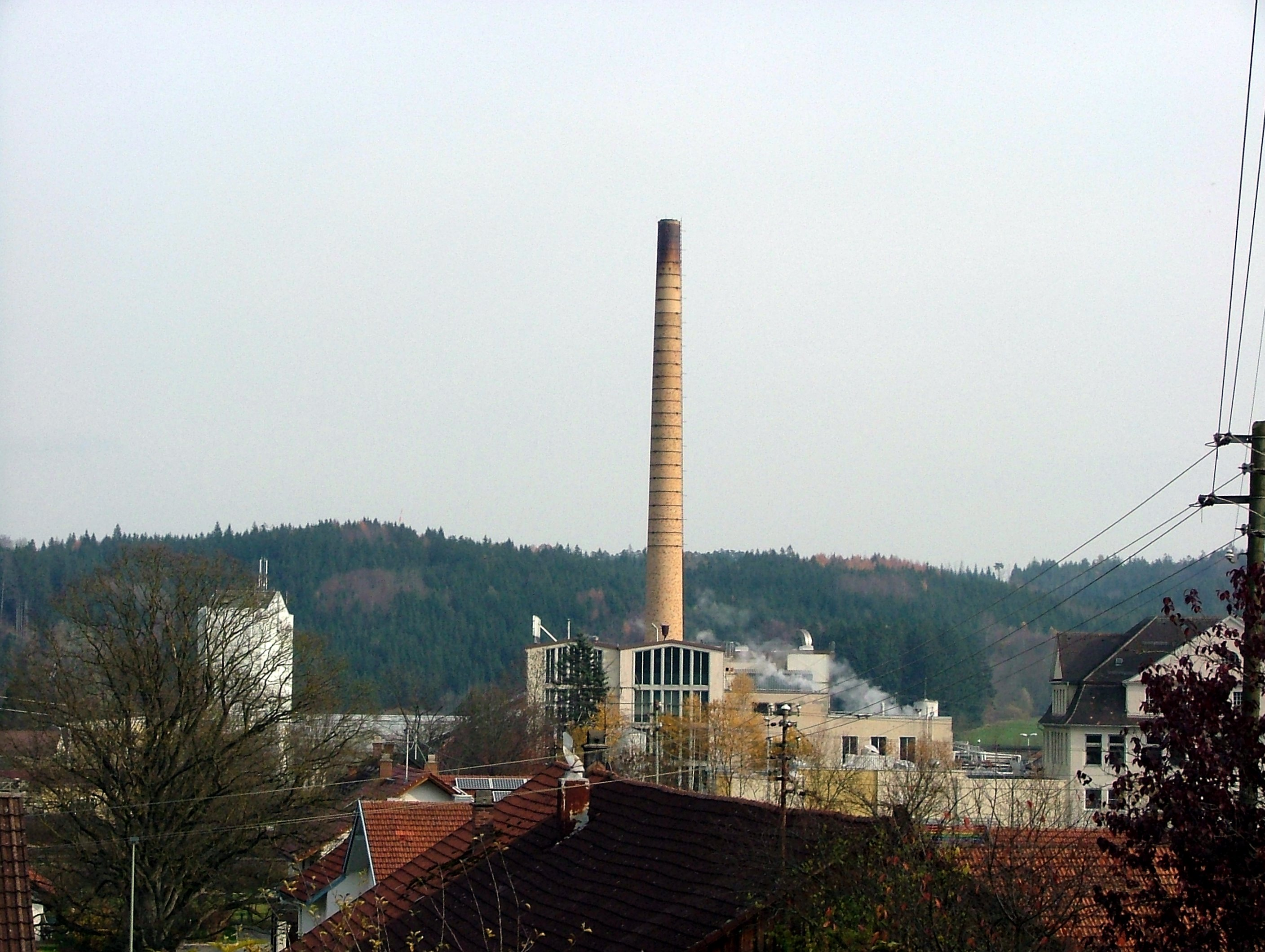
ビーセンホーフェン・ミルク工場

ビーセンホーフェンの主要な雇用主はネスレグループの工場で（1905年にベルナー・アルペンミルヒの子会社として設立、1917年にアルプルザ、1932年にアルゴイアー・アルペンミルヒAG と改名、1972年からネスレに吸収された）、様々な乳製品を生産している。2007年時点では、低アレルギーベビーフードや調理製品（スープやソース）が製品の多くを占めるようになった。2009年現在、増大するベビーフード需要に対応すべく大きく拡張されつつある。

### 交通

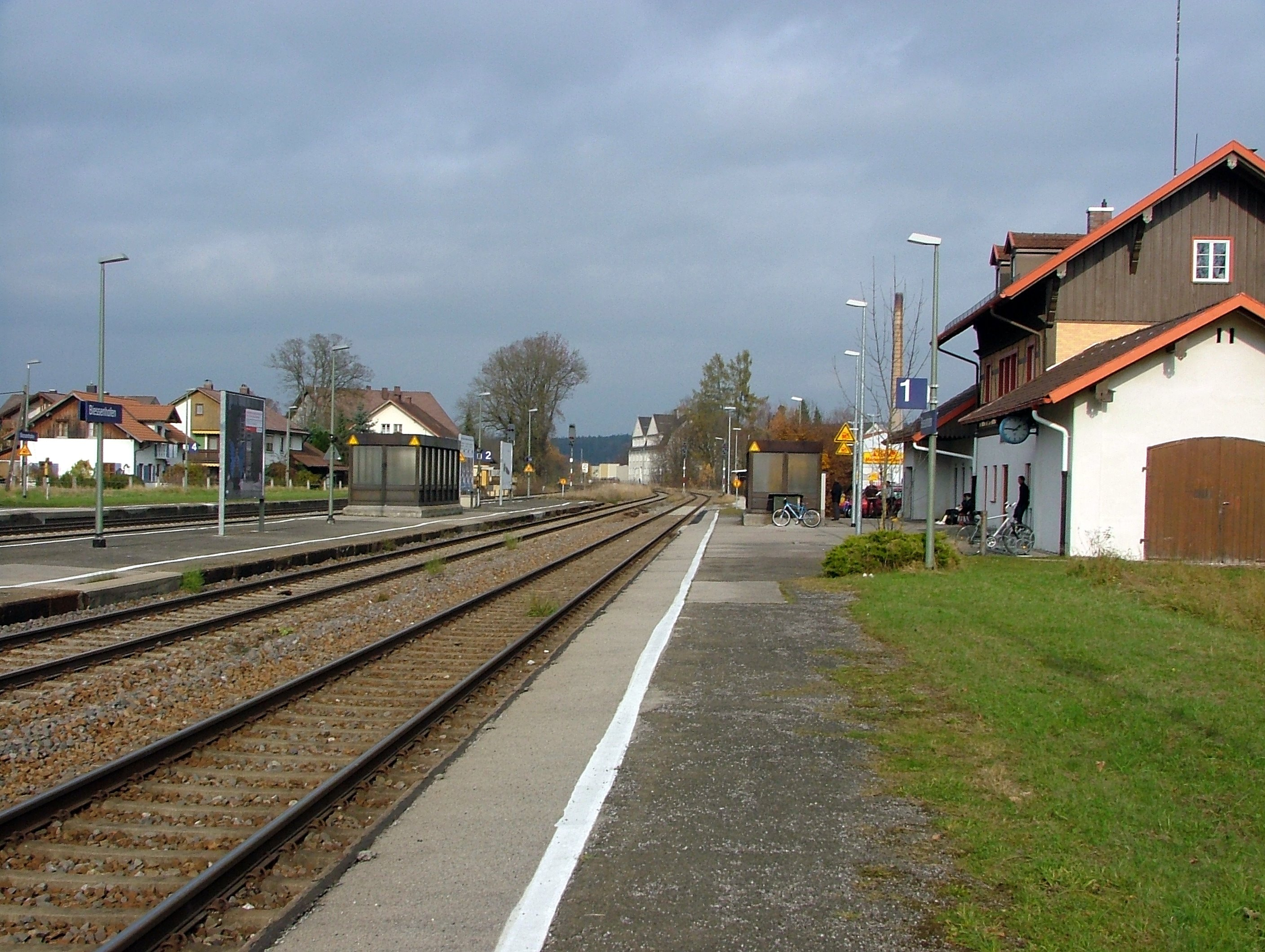
ビーセンホーフェン駅

ビーセンホーフェンは、2本の鉄道路線が交差する交通の便がよい場所に位置している。リンダウからアウクスブルク、あるいはさらにニュルンベルクへ至るルートヴィヒ南北鉄道はバイエルンで最も古い鉄道路線である。現在、ほとんどの列車がブーフローエからミュンヘンに分岐する。フュッセンから来たケーニヒ＝ルートヴィヒ鉄道はビーセンホーフェンでルートヴィヒ南北鉄道に接続する。これによりビーセンホーフェンはアルゴイ地方の重要な乗換・通勤駅となっている。連邦道B16号線がビーセンホーフェンを通っている。この道路は連邦道B12号線に直接接続しており、これを利用してアウトバーンA96号線やA7号線にアクセスできる。

### 教育
- 国民学校 2校
- 市民大学

## 引用
1. ↑  https://www.statistikdaten.bayern.de/genesis/online?operation=result&code=12411-003r&leerzeilen=false&language=de Genesis-Online-Datenbank des Bayerischen Landesamtes für Statistik Tabelle 12411-003r Fortschreibung des Bevölkerungsstandes: Gemeinden, Stichtag (Einwohnerzahlen auf Grundlage des Zensus 2011)
2. ↑  Bayerische Landesbibliothek Online